# Festival de la Cançó d'Eurovisió 2025
La LXIX edició del Festival de la Cançó d'Eurovisió 2025 va ser la 69a edició del Festival de la Cançó d'Eurovisió.
Va tindre lloc a Basilea, Suïssa, a causa de la victòria del país al concurs de 2024 amb la cançó "The Code" de Nemo. Organitzat per la Unió Europea de Radiodifusió (EBU) i l'emissora amfitriona la Corporació de la Radiodifusió Suïssa  (SRG SSR), el concurs es va  celebrar al St. Jakobshalle i constà de dues semifinals els dies 13 i 15 de maig i una final el 17 de maig de 2025.

## Ubicació
El concurs de 2025 està previst que tingui lloc a Basilea, Suïssa, després de la victòria del país al concurs de 2024 amb la cançó "The Code", interpretada per Nemo. Serà la tercera vegada que Suïssa aculli el concurs, després d'haver-ho fet prèviament per al concurs inaugural de 1956 i el concurs de 1989, celebrats a Lugano i Lausana respectivament. El lloc seleccionat per al concurs és el St. Jakobshalle de 12.400 places, un estadi situat al municipi veí de Münchenstein, que serveix com a seu per a esdeveniments esportius i concerts coberts.

### Fase de licitació
Després de la victòria de Suïssa al concurs de 2024, les autoritats locals de Ginebra van expressar el seu interès per acollir l'edició de 2025 a Palexpo i van presentar una sol·licitud formal. El mateix dia, el president del govern de la ciutat de Basilea, Conradin Cramer, també va expressar interès perquè Basilea acollís l'esdeveniment de 2025. El 12 de maig es va proposar l'Olma Hall de St. Gallen com a possible seu. El 13 de maig, Lugano, que va acollir el concurs inaugural el 1956, va descartar una oferta per a acollir-lo el 2025. El president del govern cantonal de Berna, Philippe Müller, va expressar la seva reticència a acollir el concurs a la capital suïssa de facto, però el mateix govern cantonal va anunciar més tard el seu suport a l'organització de l'esdeveniment a Berna. Mentrestant, l'ajuntament de Zúric va celebrar una reunió d'alta prioritat a fi de discutir una oferta. El 14 de maig, Lausana, que va acollir el concurs de 1989, va descartar una oferta per a acollir-lo el 2025, invocant la manca d'infraestructura. El 15 de maig, Biel/Bienne va declarar el seu interès per associar-se i coorganitzar l'esdeveniment. El 17 de maig, el govern local de Friburg va declarar que estava examinant una possible oferta. El 5 de juny, el govern de la ciutat de Basilea va confirmar que licitaria, proposant St. Jakobshalle i St. Jakob-Park com a possibles escenaris. El 6 de juny, els municipis de Biel/Bienne i Berna van anunciar una oferta conjunta. El 12 de juny, St. Gallen va anunciar que no presentaria cap oferta per no complir els requisits per acollir l'esdeveniment.
L'emissora amfitriona SRG SSR va iniciar el procés de licitació el 27 de maig de 2024, emetent una llista de requisits per a les ciutats interessades. Basilea, Berna, Ginebra i Zúric van declarar oficialment el seu interès i van finalitzar les seves ofertes el 28 de juny. Representants de l'emissora amfitriona van visitar les quatre ciutats candidates a principis de juliol, i van seleccionar Basilea i Ginebra el 19 de juliol. El 30 d'agost, l'EBU i la SRG SSR van anunciar Basilea com a ciutat amfitriona, amb St. Jakobshalle com a lloc escollit.
Clau:
| Ciutat      | Seu             | Notes |
| ----------- | --------------- | --- |
| Basilea     | St. Jakobshalle | Seu anual del Torneig de Basilea . Serà unes de les seus del Campionat Europeu d'Handbol Femení de 2024. |
| Berna- Bena | BERNEXPO        | Seu anual de la Fira BEA.                                                                                |
| Friburg     | BCF Arena       | Serà seu del Campionat Mundial d' Hoquei sobre Gel Masculí de 2026.                                      |
| Ginebra     | Palexpo         | Seu de la Laver Cup 2019.                                                                                |
| Sant Gal    | Olma Hall       | Seu anual de la Fira Suïssa de l'Agricultura i l'Alimentació.                                            |
| Zuric       | Hallenstadion   | Seu del Campionat Mundial d' Hoquei sobre Gel Masculí de 2020.                                           |

     Ciutat seu
     Ciutat finalista
     Ciutat eliminada en primera fase
     Ciutat eliminada en segona fase

## Països participants

Països participants en l'edició de 2025 confirmats.

Article principal: Països participants a Eurovisió

### Cançons i selecció
| País i TV              | Títol original de la cançó      | Artista                  | Procés i data de selecció                                                                    |
| País i TV              | Traducció al català             | Idiomes                  | Procés i data de selecció                                                                    |
| ---------------------- | ------------------------------- | ------------------------ | -------------------------------------------------------------------------------------------- |
| Albània RTSH           | «Zjerm»                         | Shkodra Elektronike      | Festivali i Këngës 63, 22-12-2024                                                            |
| Albània RTSH           | «Foc»                           | Albanès                  | Festivali i Këngës 63, 22-12-2024                                                            |
| Alemanya NDR           | «Baller»                        | Abor & Tynna             | Chefsache ESC 2025, 01-03-2025                                                               |
| Alemanya NDR           | «Xut»                           | Alemany                  | Chefsache ESC 2025, 01-03-2025                                                               |
| Armènia AMPTV          | «Survivor»                      | Parg                     | Depi Evratesil 2025, 16-02-2025                                                              |
| Armènia AMPTV          | «Supervivent»                   | Anglès i armeni          | Depi Evratesil 2025, 16-02-2025                                                              |
| Austràlia SBS          | «Milkshake Man»                 | Go-Jo                    | Elección interna, 25-02-2025                                                                 |
| Austràlia SBS          | «Home dels batuts»              | Anglès i francès         | Elección interna, 25-02-2025                                                                 |
| Àustria ORF            | «Wasted Love»                   | JJ                       | Elecció interna, 30-01-2025 (Presentació de la cançó, 06-03-2025)                            |
| Àustria ORF            | «Amor desaprofitat»             | Anglès                   | Elecció interna, 30-01-2025 (Presentació de la cançó, 06-03-2025)                            |
| Azerbaidjan İTV        | «Run With U»                    | Mamagama                 | Elecció interna, 04-02-2025 (Presentació de la cançó, 28-02-2025)                            |
| Azerbaidjan İTV        | «Córrer amb tu»                 | Anglès                   | Elecció interna, 04-02-2025 (Presentació de la cançó, 28-02-2025)                            |
| Bèlgica RTBF           | «Strobe Lights»                 | Red Sebastian            | Eurosong 2025, 01-02-2025                                                                    |
| Bèlgica RTBF           | «Llums estroboscòpiques»        | Anglès                   | Eurosong 2025, 01-02-2025                                                                    |
| Croàcia · HRT          | «Poison Cake»                   | Marko Bošnjak            | Dora 2025, 02-03-2025                                                                        |
| Croàcia · HRT          | «Pastís de verí»                | Anglès                   | Dora 2025, 02-03-2025                                                                        |
| Dinamarca DR           | «Hallucination»                 | Sissal                   | Dansk Melodi Grand Prix 2025, 01-03-2025                                                     |
| Dinamarca DR           | «Al·lucinació»                  | Anglès                   | Dansk Melodi Grand Prix 2025, 01-03-2025                                                     |
| Eslovènia RTVSLO       | «How Much Time Do We Have Left» | Klemen Slakonja          | EMA 2025, 01-02-2025                                                                         |
| Eslovènia RTVSLO       | «Quant de temps ens queda»      | Anglès                   | EMA 2025, 01-02-2025                                                                         |
| Espanya RTVE           | «Esa diva»                      | Melody                   | Benidorm Fest 2025, 01-02-2025                                                               |
| Espanya RTVE           | «Aqueixa diva»                  | Castellà                 | Benidorm Fest 2025, 01-02-2025                                                               |
| Estònia ERR            | «Espresso Macchiato»            | Tommy Cash               | Eesti Laul 2025, 15-02-2025                                                                  |
| Estònia ERR            | —                               | Italià i anglès          | Eesti Laul 2025, 15-02-2025                                                                  |
| Finlàndia Yle          | «Ich komme»                     | Erika Vikman             | UMK 2025, 02-2025                                                                            |
| Finlàndia Yle          | «Jo vinc»                       | Finès i alemany          | UMK 2025, 02-2025                                                                            |
| França FTV             | «Maman»                         | Louane                   | Elecció interna 30-01-2025 (Presentació de la cançó, 15-03-2025)                             |
| França FTV             | «Mare»                          | Francès                  | Elecció interna 30-01-2025 (Presentació de la cançó, 15-03-2025)                             |
| Geòrgia GPB            | «Freedom»                       | Màriam Xenguèlia         | Elecció interna 14-03-2025                                                                   |
| Geòrgia GPB            | «Llibertat»                     | Georgià i anglès         | Elecció interna 14-03-2025                                                                   |
| Grècia · ERT           | «Asteromáta»                    | Klavdia                  | Ethnikós Telikós, 30-01-2025                                                                 |
| Grècia · ERT           | «Ulls d'estrella»               | Grec                     | Ethnikós Telikós, 30-01-2025                                                                 |
| Irlanda · RTÉ          | «Laika Party»                   | Emmy                     | The Late Late Show: Eurosong 2025, 07-02-2025                                                |
| Irlanda · RTÉ          | Festa de Laika                  | Anglès                   | The Late Late Show: Eurosong 2025, 07-02-2025                                                |
| Islàndia RÚV           | «Róa»                           | Væb                      | Söngvakeppnin 2025, 22-02-2025                                                               |
| Islàndia RÚV           | «Rema»                          | Islandès                 | Söngvakeppnin 2025, 22-02-2025                                                               |
| Israel IPBC            | «New day will rise»             | Yuval Raphael            | HaKokhav HaBa 2025, 22-01-2025 (Presentació de la cançó, 09-03-2025)                         |
| Israel IPBC            | «Un nou dia arribarà»           | Anglès, francès i hebreu | HaKokhav HaBa 2025, 22-01-2025 (Presentació de la cançó, 09-03-2025)                         |
| Itàlia RAI             | «Volevo essere un duro»         | Lucio Corsi              | Festival de la Cançó de San Remo 2025, 15-02-2025 (Elecció de l'artista i cançó, 22-02-2025) |
| Itàlia RAI             | «Volia ser dur»                 | Italià                   | Festival de la Cançó de San Remo 2025, 15-02-2025 (Elecció de l'artista i cançó, 22-02-2025) |
| Letònia LTV            | «Bur man laimi»                 | Tautumeitas              | Supernova 2025, 08-02-2025                                                                   |
| Letònia LTV            | «Fes-me feliç»                  | Letó                     | Supernova 2025, 08-02-2025                                                                   |
| Lituània LRT           | «Tavo akys»                     | Katarsis                 | Eurovizija.LT, 15-02-2025                                                                    |
| Lituània LRT           | «Els teus ulls»                 | Lituà                    | Eurovizija.LT, 15-02-2025                                                                    |
| Luxemburg RTL          | «La poupée monte le son»        | Laura Thorn              | Luxembourg Song Contest 2025 (25-01-2025)                                                    |
| Luxemburg RTL          | «La nina apuja el volum»        | Francès                  | Luxembourg Song Contest 2025 (25-01-2025)                                                    |
| Malta PBS              | «Serving»                       | Miriana Conte            | Malta Eurovision Song Contest, 08-02-2025                                                    |
| Malta PBS              | «Servint»                       | Anglès i maltès          | Malta Eurovision Song Contest, 08-02-2025                                                    |
| Montenegro RTCG        | «Dobrodošli»                    | Nina Žižić               | Montesong 2024, 27-11-2024                                                                   |
| Montenegro RTCG        | «Benvingut»                     | Montenegrí               | Montesong 2024, 27-11-2024                                                                   |
| Noruega NRK            | «Lighter»                       | Kyle Alessandro          | Melodi Grand Prix 2025, 15-02-2025                                                           |
| Noruega NRK            | «Encenedor»                     | Anglès                   | Melodi Grand Prix 2025, 15-02-2025                                                           |
| Països Baixos AVROTROS | «C'est la vie»                  | Claude                   | Elecció interna 19-12-2024 (Presentació de la cançó, 27-02-2025)                             |
| Països Baixos AVROTROS | «La vida és així»               | Francès i anglès         | Elecció interna 19-12-2024 (Presentació de la cançó, 27-02-2025)                             |
| Polònia TVP            | «Gaja»                          | Justyna Steczkowska      | Final nacional, 14-02-2025                                                                   |
| Polònia TVP            | «Gaia»                          | Polonès i anglès         | Final nacional, 14-02-2025                                                                   |
| Portugal RTP           | «Deslocado»                     | NAPA                     | Festival da Canção 2025, 08-03-2025                                                          |
| Portugal RTP           | «Desplaçat»                     | Portuguès                | Festival da Canção 2025, 08-03-2025                                                          |
| Regne Unit BBC         | «What the hell just happened?»  | Remember Monday          | Elecció interna, 07-03-2025                                                                  |
| Regne Unit BBC         | «Què dimonis acaba de passar?»  | Anglès                   | Elecció interna, 07-03-2025                                                                  |
| San Marino SMRTV       | «Tutta l'Italia»                | Gabry Ponte              | San Marino Song Contest 2025, 08-03-2025                                                     |
| San Marino SMRTV       | «Tota Itàlia»                   | Italià                   | San Marino Song Contest 2025, 08-03-2025                                                     |
| Sèrbia RTS             | «Mila»                          | Princ                    | Pesma za Evroviziju 2025, 28-02-2025                                                         |
| Sèrbia RTS             | «Estimada»                      | Serbi                    | Pesma za Evroviziju 2025, 28-02-2025                                                         |
| Suècia SVT             | «Bara bada bastu»               | KAJ                      | Melodifestivalen 2025, 08-03-2025                                                            |
| Suècia SVT             | «Només pren una sauna»          | Suec i finès             | Melodifestivalen 2025, 08-03-2025                                                            |
| Suïssa SRG SSR         | «Voyage»                        | Zoë Më                   | Elecció interna, 05-03-2025 (Presentació de la cançó, 10-03-2025)                            |
| Suïssa SRG SSR         | «Viatge»                        | Francès                  | Elecció interna, 05-03-2025 (Presentació de la cançó, 10-03-2025)                            |
| Txèquia ČT             | «Kiss Kiss Goodbye»             | Adonxs                   | Elecció interna 11-12-2024 (Presentació de la cançó 07-03-2025)                              |
| Txèquia ČT             | «Petó de comiat»                | Anglès                   | Elecció interna 11-12-2024 (Presentació de la cançó 07-03-2025)                              |
| Ucraïna UA:PBC         | «Bird of Pray»                  | Ziferblat                | Vidbir 2025, 08-02-2025                                                                      |
| Ucraïna UA:PBC         | «Au de pregària»                | Ucraïnès i anglès        | Vidbir 2025, 08-02-2025                                                                      |
| Xipre CyBC             | «Shh»                           | Theo Evan                | Elecció interna, 02-09-2024 (Presentació de la cançó, 11-03-2025)                            |
| Xipre CyBC             | —                               | Anglès                   | Elecció interna, 02-09-2024 (Presentació de la cançó, 11-03-2025)                            |

## Altres països

### Artistes que tornen al festival
- Nina Žižić: El 2013, Nina va representar Montenegro al costat de Who See. Amb el tema «Igranka», van quedar en 12a posició a la primera semifinal.[1]
- Justyna Steczkowska El 1995, Justyna va representar a Polònia amb el tema «Sama», amb què va quedar en 18a posició.

### Membres actius de la UER
L'elegibilitat per participar en el Festival de la Cançó d'Eurovisió requereix una emissora nacional amb una pertinença activa a la UER i la capacitat d'emetre el concurs a través de la xarxa d'Eurovisió. La UER emet invitacions per participar en el concurs a tots els seus membres.
- Bòsnia i Hercegovina – En la seva planificació de programes per al 2024, l'emissora bosniana BHRT indica que “és hora de considerar el retorn a Eurovisió el 2025”.
- Eslovàquia – Després d'una reestructuració del seu model de finançament el 2023, l'emissora eslovaca RTVS estava considerant tornar al concurs el 2025 i treballava activament per aconseguir el finançament necessari per a participar. Tanmateix, l'abril de 2024, la cap de comunicació de màrqueting de RTVS, Zuzana Vicelová, va declarar que el país no competiria el 2025 a causa de les retallades pressupostàries. Eslovàquia va participar per última vegada el 2012.
- Moldàvia – L'emissora moldava TRM va confirmar inicialment el 16 de novembre de 2024 la seva intenció de participar el 2025, i el mateix dia va donar a conèixer els seus plans per organitzar la final nacional Etapa națională 2025 per seleccionar la seva cançó. El 22 de gener de 2025, quatre dies després de celebrar la ronda d'audicions en directe d'Etapa naţională, TRM va anunciar que es retiraria del concurs, citant "reptes econòmics, administratius i artístics" i "una disminució de l'interès públic i la qualitat general de les cançons i actuacions artístiques" de la final nacional. TRM va afegir que revisaria el seu procés de selecció per a futures edicions.[2][3]

### Països no membres de la UER
- Belarús – El 30 de juny de 2021, l'emissora bielorussa BTRC va quedar suspesa de la UER, va perdre l'accés als serveis de la UER i, en conseqüència, els seus drets a participar i emetre el Concurs. Com que cap altra emissora bielorussa no és membre de la unió, el país esdevé inelegible per participar-hi. La seva última participació va ser l'any 2019.

- Rússia – A causa de la invasió russa d'Ucraïna, la UER va anunciar el 29 de maig de 2022 la suspensió total dels organismes de radiodifusió russos, cosa que va impossibilitar a la pràctica la participació. L'última participació del país va ser el 2021.[4]
- Illes Fèroe – El 16 de febrer de 2024, Ivan Niklasen, un locutor de KVF, va anunciar que l'emissora encara té previst sol·licitar l'adhesió a la Unió Europea de Radiodifusió, la qual cosa faria possible la participació del país en la competició.
- Kosovo – El 6 de juny de 2024, el director general de l'emissora Shkumbin Ahmetxhekaj va enviar una carta formal a la UER demanant una invitació per participar a Eurovisió 2025. L'agost de 2024, el mitjà de notícies kosovar Zëri va informar que la UER va rebutjar les sol·licituds de RTK per a una invitació durant la seva Assemblea General al juliol, que requereix la pertinença total a la UER com a requisit previ per competir en el concurs. Ahmetxhekaj va comentar, més endavant, que la UER estava "en contra dels canvis de gestió a RTK", cosa que va afectar "negativament" el resultat de la sol·licitud d'invitació.

### Sorteig de semifinals
El sorteig per determinar la ubicació dels països participants a cadascuna de les semifinals es va celebrar el 28 de gener de 2025 a Basilea. Els 31 països semifinalistes s'han repartit en 5 bombos, basant-se en tendències històriques a les votacions. El sorteig també va determinar en quin semifinal votarà cadascun dels països pertanyents al Big Five (Alemanya , Espanya , França , Itàlia i Regne Unit), així com el país guanyador de l'edició anterior (Suïssa).
| Bombo 1                                                                        | Bombo 2                                                        | Bombo 3                                                         | Bombo 4                                                            | Bombo 5                                                           | Finalistes                                                   |
| ------------------------------------------------------------------------------ | -------------------------------------------------------------- | --------------------------------------------------------------- | ------------------------------------------------------------------ | ----------------------------------------------------------------- | ------------------------------------------------------------ |
| - Bèlgica - Txèquia - Estònia - Letònia - Lituània - Luxemburg - Països Baixos | - Armènia - Azerbaidjan - Geòrgia - Israel - Polònia - Ucraïna | - Albània - Àustria - Croàcia - Montenegro - Sèrbia - Eslovènia | - Xipre - Grècia - Irlanda - Israel - Malta - Portugal - Sant Marí | - Austràlia - Dinamarca - Finlàndia - Islàndia - Noruega - Suècia | - Alemanya - Espanya - França - Itàlia - Regne Unit - Suïssa |

| 1a semifinal 13 de maig de 2025                                       | 1a semifinal 13 de maig de 2025                                                       | 2a semifinal 15 de maig de 2025                                                 | 2a semifinal 15 de maig de 2025                                              |
| --------------------------------------------------------------------- | ------------------------------------------------------------------------------------- | ------------------------------------------------------------------------------- | ---------------------------------------------------------------------------- |
| 1a meitat: Suècia Ucraïna Eslovènia Islàndia Estònia Polònia Portugal | 2a meitat: Països Baixos Azerbaidjan Albània San Marino Bèlgica Xipre Croàcia Noruega | 1a meitat: Àustria Lituània Armènia Montenegro Grècia Irlanda Austràlia Letònia | 2a meitat: Txèquia Israel Malta Finlàndia Dinamarca Luxemburg Geòrgia Sèrbia |
| Amb dret a vot: Suïssa Itàlia Espanya                                 | Amb dret a vot: Suïssa Itàlia Espanya                                                 | Amb dret a vot: Alemanya França Regne Unit                                      | Amb dret a vot: Alemanya França Regne Unit                                   |

## Incidents

### Canvi de cançó montenegrina
El 27 de novembre, el grup NeonoeN va vèncer a la final del Montesong, el certamen on es decideix el representant de Montenegro. Al cap d’uns dies, però, es va saber que Clickbait, la cançó guanyadora, ja havia estat interpretada l'any anterior i les normes eurovisives prohibeixen que la cançó sigui publicada abans de l'1 de setembre de 2024. Això va provocar que el grup NeonoeN renunciés a participar en el concurs i la segona classificada, Nina Žižić, fos la representant montenegrina.